# 유리 (1989년)
유리(본명: 권유리, 한국 한자: 權俞利, 영어: Kwon Yuri, 1989년 12월 5일 ~ )는 대한민국의 가수, 배우이며  걸 그룹 소녀시대의 멤버이다. 2005년 연습생 시절 동방신기의 뮤직비디오 "Beautiful Life"에 출연하면서 처음으로 얼굴을 알렸으며, 2006년 신인 연기자로 데뷔했다. 2007년 걸 그룹 소녀시대의 서브보컬이자 메인 댄서로 가수 데뷔를 하였으며 현재 연기, 예능, 음악 등 다영역에서 활동하고 있다.

## 학력
- 지도초등학교 (졸업)
- 지도중학교 (졸업)
- 능곡고등학교 (졸업)
- 중앙대학교 공연영상창작학부 연극영화학과 (졸업)

## 생애
- 유리는 1989년 12월 5일, 경기도 고양시 덕양구에서 1남 1녀 중 막내로 태어났고 초등학교 때 연예계 활동을 시작했다.
- 2001년 친구의 부탁으로 우연찮게 참가한 제1회 《SM 청소년 베스트 선발대회》에서 "댄스 짱" 본상을 수상하면서 SM 엔터테인먼트 연습생으로 발탁되었고, 연습생 시절 동방신기의 뮤직비디오 "Beautiful Life"에 출연하면서 화제가 되었으며 가수 데뷔 준비와 동시에 배우 장동건과 함께 출연한 중국 오리온 초코파이 광고를 포함해 동일하이빌 레이크 시티, 동서식품 미떼 핫초코 등 TV 광고의 모델로도 활동하였다.
- 2007년 영화 《꽃미남 연쇄 테러사건》에 발레 소녀1 역으로 출연하면서 본격 연기자 활동을 시작했고 같은 해 8월, 걸 그룹 소녀시대의 일원으로 가수 데뷔를 하면서 음악, 연기 등 다방면으로 영역을 넓혔다.
- 2007년 경희대학교 연극영화학과 수시 1차에 합격하였으나 그룹 활동을 위해 진학을 포기하였다.[3]
- 2008년 Mnet 예능프로그램 《You Can Fly》를 통해 첫 MC 신곡식을 치렀고 이후 MBC 《쇼! 음악중심》 (2009년~2010년, 2011년~2012년), SBS 《더 랠리스트》 (2015년) 등 TV 프로그램과 MBC 가요대제전 (2010년), 하이원 서울가요대상 (2011년), 가온차트 K-POP 어워드 (2014년), SBS 가요대전 (2016년) 등 다수의 라이브 공연 및 시상식 진행을 맡았으며, 2011년 티파니와 함께 MBC 방송연예대상 MC 부문 특별상을 수상했다.
- 2009년 동국대학교 및 중앙대학교 연극영화과 수시 전형에 동시 합격한 뒤[4][5] 최종 중앙대학교로 진학을 결정하고 중앙대학교 연극영화학부 2010학번으로 입학하였으며[6] 2016년에 학업을 마치고 졸업했다. 2016년 2월 15일 서울 흑석캠퍼스 중앙문화예술관 대극장에서 열린 졸업식에서 유리는 재학 기간 중앙대학교 연예인 홍보대사로 활동한 공로를 인정받아 "봉사공로상"을 수여 받기도 했다.[7]
- 유리는 11년간 대한민국을 대표하는 걸 그룹 소녀시대의 멤버로서 다양한 도전과 변신을 해오면서 국내외로 높은 인기와 인지도를 쌓은 한편 드라마 《패션왕》 (2012년), 《동네의 영웅》 (2016년), 《고호의 별이 빛나는 밤에》 (2016년), 《피고인》 (2017년), 영화 《노브레싱》 (2013년) 등 다수의 작품에 출연하면서 배우로서의 입지도 차근차근 다져가고 있으며 2013년, 2014년 연속 2년 백상예술대상 여자 인기상을 수상하였고[8][9] 2017년엔 SBS 연기대상 월화드라마 부문 여자 우수연기상 후보에 이름을 올렸다.
- 가수, 배우 및 방송인으로서 활발히 활동하던 유리는 2017년 9월, 소녀시대 데뷔 10주년 활동을 마치고 부상으로 인해 수술 및 재활치료를 받으면서 휴양기를 가졌다.
- 배우 채시라와 동일한 얼굴과 동일한 체격에 키도 동일해서 아이돌에 대해 관심이 별로 없는 이경규도 유리만큼은 확실히 기억하고 있으며 실제로도 외모가 동일하다는 이유로 채시라와 친분이 생겨 2017년에 둘이 같이 화보를 촬영했다.[10]
- 2018년 넷플릭스 시트콤 《마음의 소리 리부트》를 통해 배우 활동을 재개하였고[11] 연달아 MBC 예능 드라마 《대장금이 보고 있다》에 출연하면서[12] 코믹 연기에 도전했다.
- 2018년 태연, 써니, 효연, 윤아와 함께 소녀시대 두 번째 유닛 그룹 소녀시대-Oh!GG를 결성하고 9월 5일 첫 싱글 앨범 《몰랐니(Lil’ Touch)》를 발표하였다.
- 2018년 10월 4일 첫 솔로 앨범 《The First Scene》을 발매하였고[13] 본 앨범은 아이튠즈 종합 앨범 차트에서 브라질, 칠레, 스웨덴, 터키, 태국, 베트남, 홍콩, 대만, 말레이시아, 필리핀, 싱가포르, 캄보디아, 벨리즈, 과테말라, 멕시코, 인도네시아, 리트비아 등 전 세계 17개 지역 1위를 차지했다.
- 2019년 마카오를 시작으로 첫 단독 아시아 팬미팅 투어 'YURI 1st Fanmeeting Tour - INTO YURI'를 개최했다.
- 2019년 《앙리할아버지와 나》에서 콘스탄스 역을 맡으면서 첫 연극에 도전했다.

## 특기
- 요가: 데뷔 전부터 레슨을 받아왔고 평소에도 꾸준히 즐겨 하는 운동으로서 그 실력이 수준급이다. 《청춘불패》, 《스타는 투잡중》, 《우리동네 예체능》 등 방송 프로그램에서 출연진들한테 요가를 가르쳐준 적 있고 스타 요가 강사 나디아가 가장 뿌듯하게 생각하는 애제자이기도 하다.
- 수영: 초등학교 2학년 이후 정식으로 훈련받은 적은 없으나 어릴 적에 수영선수가 되고 싶었을 만큼 수영을 좋아한다. 《우리동네 예체능》 수영 편에 출연하여 수준급 실력을 보여주었으며 자유형, 평영, 접영, 배영 등 4가지 영법에 전부 능하다.
- 스쿠버 다이빙: BSAC 스쿠버다이빙 자격증과 PADI 어드밴스드 오픈 워터 다이버 자격증을 소유하고 있다.
- 골프: 소녀시대 멤버 효연,수영과 골프를 치고 효연에게 가르켜줌

## 음악작품 목록

### 솔로
- 2018년 솔로 데뷔 앨범 《The First Scene》

### 싱글
- 2017년 SM 'STATION' 시즌2 42번째 곡 - "Always Find You" (DJ 레이든과 컬래버레이션)
- 2016년 SM 'STATION' 시즌1 28번째 곡 (샴푸광고 CM송) - "Secret" (서현과 듀엣)
- 2013년 영화 《노브레싱》 O.S.T - "블링스타"
- 2013년 영화 《노브레싱》 O.S.T - "반짝반짝"
- 2008년 SBS 드라마 《워킹맘》 O.S.T - "꼭" (수영과 듀엣)

### 작사 참여
- 2017년 소녀시대 정규6집 《Holiday Night》 수록곡 - "오랜 소원 (It's You)"
- 2013년 소녀시대 정규4집 《I GOT A BOY》 수록곡 - "XYZ" (서현과 공동작사)
- 2013년 소녀시대 정규4집 《I GOT A BOY》 수록곡 - "Baby Maybe" (수영, 서현과 공동작사)
- 2010년 소녀시대 미니3집 《훗 (Hoot)》 수록곡 - "내 잘못이죠 (Mistake)"

## 쇼케이스·팬미팅

### YURI BIRTHDAY PARTY
| 개최일          | 도시 | 국가     | 개최지         |
| --------------- | ---- | -------- | -------------- |
| 2015년 12월 5일 | 서울 | 대한민국 | SMTOWN THEATER |
| 2018년 12월 9일 | 서울 | 대한민국 | SMTOWN THEATER |

### YURI SHOWCASE "The First Scene"
| 개최일          | 도시 | 국가     | 개최지                      |
| --------------- | ---- | -------- | --------------------------- |
| 2018년 10월 4일 | 서울 | 대한민국 | 상명대학교 아트센터 계당 홀 |

### YURI 1st Fanmeeting Tour 'INTO YURI'
| 개최일                | 도시     | 국가     | 개최지            |
| --------------------- | -------- | -------- | ----------------- |
| 2019년 2월 9일        | 마카오   | 마카오   | 브로드웨이 극장   |
| 2019년 2월 10일       | 방콕     | 태국     | GMM 라이브 하우스 |
| 2019년 3월 10일       | 타이베이 | 중화민국 | 레가시 타이베이   |
| 2019년 3월 19일 (1회) | 도쿄     | 일본     | 도쿄 국제 포럼 홀 |
| 2019년 3월 19일 (2회) | 도쿄     | 일본     | 도쿄 국제 포럼 홀 |
| 2019년 4월 7일        | 서울     | 대한민국 | YES24 라이브 홀   |

### 2023 YURI 2nd FANMEETING TOUR "Chapter 2"
| 개최일                    | 도시     | 국가     | 개최지                 |
| ------------------------- | -------- | -------- | ---------------------- |
| 2023년 7월 1일            | 서울     | 대한민국 | D-Cube 아트 센터       |
| 2023년 7월 9일            | 마닐라   | 필리핀   | 뉴 프론티어 극장       |
| 2023년 7월 22일           | 방콕     | 태국     | 창와타나 홀            |
| 2023년 8월 6일            | 타이베이 | 중화민국 | 인터네셔널 컨벤션 센터 |
| 2023년 9월 17일 (1일 2회) | 도쿄     | 일본     | 제프 하네다            |

## 출연 작품

### 영화
- 《꽃미남 연쇄 테러사건》 (2007년) - 발레 소녀1 역
- 《노브레싱》 (2013년) - 윤정은 역
- 《돌핀》 (2024년) - 나영 역
- 《침범》 (2025년) - 김민 역

### 드라마
- 2007년 KBS2 시트콤 《못말리는 결혼》 - 권유리 역
- 2012년 SBS 월화드라마 《패션왕》 - 최안나 역
- 2015년 MBC 수목드라마 《킬미 힐미》 - 오리온 작가의 팬 역 (특별출연)
- 2016년 OCN 토일드라마 《동네의 영웅》 - 배정연 역
- 2016년 중국 소후닷컴 웹드라마 《고호의 별이 빛나는 밤에》 - 고호 역
- 2016년 SBS 주말 특별기획 드라마 《고호의 별이 빛나는 밤에》 - 고호 역
- 2017년 SBS 월화드라마 《피고인》 - 서은혜 역
- 2018년 Netflix 시트콤 《마음의 소리: 얼간이들》 - 최애봉 역
- 2018년 MBC 예능드라마 《대장금이 보고있다》 - 복승아 역
- 2021년 SBS F!L 《이별유예 일주일》 - 박가람 역
- 2021년 MBN 토일드라마 《보쌈 - 운명을 훔치다》 - 수경 역
- 2021년 SBS 월화드라마 《라켓소년단》 - 임서현 역 (특별출연)
- 2022년 ENA 수목드라마 《굿잡》 - 돈세라 역
- 2024년 tvN 월화드라마 《가석방심사관 이한신》 - 안서윤 역
- 2025년 JTBC 토일드라마 《협상의 기술》 - 송지오 역 (특별출연)

### 연극
- 2019년 《앙리할아버지와 나》 - 콘스탄스 역

### 뮤직 비디오
- 2014년 S "하고 싶은 거 다"
- 2009년 케이윌 "눈물이 뚝뚝"
- 2009년 주현미&서현 "짜라자짜"
- 2005년 동방신기 "Beautiful Life"

## 그 외 활동

### 프로그램 진행
- 2018년 5월 29일 ~ 2018년 9월 25일 JTBC 《김제동의 톡투유2 - 행복한가요 그대》 (보조 MC)
- 2015년 10월 7일 ~ 2015년 12월 19일 SBS 《더 랠리스트》 (배성재와 공동 진행)
- 2013년 1월 3일 Mnet 《M! Countdown》 (효연과 공동 진행)
- 2011년 10월 15일 ~ 2012년 1월 28일 MBC 《쇼! 음악중심》 (티파니와 공동 진행)
- 2011년 10월 3일 MBC 《커버댄스 페스티벌! K-POP 로드쇼 40120》 (티파니, 윤도현과 공동 진행)
- 2010년 12월 25일 MBC 《쇼! 음악중심》 (티파니와 공동 진행)
- 2009년 4월 4일 ~ 2010년 7월 31일 MBC 《쇼! 음악중심》 (티파니와 공동 진행)
- 2009년 10월 1일 KBS 2TV 추석 특집 《스타의 꿈: 몽타주》 (써니, 서경석과 공동 진행)
- 2008년 5월 30일 Mnet 《You Can Fly》 (이특과 공동 진행)

### 공연 및 시상식 진행
- 2016년 12월 26일 SBS 가요대전 (유희열, 백현과 공동 진행)
- 2016년 10월 8일 DMC 페스티벌 코리안 뮤직 웨이브 (서현, 김성주와 공종 진행)
- 2015년 9월 5일 DMC 페스티벌 개막공연 "케이팝 슈퍼콘서트" (티파니, 김성주와 공종 진행)
- 2014년 10월 25일 MBC 코리안 뮤직 웨이브 인 베이징 (티파니와 공동 진행)
- 2014년 2월 12일 제3회 가온차트 K-POP 어워드 (오상진과 공동 진행)
- 2013년 9월 1일 인천한류관광콘서트 (티파니와 공동 진행)
- 2013년 8월 28일 전의경 페스티벌 (이제훈과 공동 진행)
- 2012년 10월 10일 중앙대학교 개교 94주년 기념 "4D 아트쇼" (이풍운과 공동 진행)
- 2011년 11월 12일 K-POP 뮤직 페스티벌 in 시드니 (티파니와 공동 진행)
- 2011년 8월 20일 K-POP All Star Live in Niigata (티파니, 수영과 공동 진행)
- 2011년 8월 16일 인천 코리안 뮤직 웨이브 (티파니, 오상진과 공동 진행)
- 2011년 3월 12일 코리안 뮤직 웨이브 in 방콕 (티파니, 닉쿤과 공동 진행)
- 2011년 1월 20일 하이원 서울가요대상 (신동엽, 탁재훈과 공동 진행)
- 2010년 12월 31일 MBC 가요대제전 (티파니, 류시원과 공동 진행)
- 2010년 8월 29일 인천 코리안 뮤직 웨이브 (티파니, 오상진과 공동 진행)
- 2009년 9월 5일 인천 코리안 뮤직 웨이브 (티파니, 오상진과 공동 진행)
- 2009년 1월 10일 K-STAR 《라이브 파워 뮤직》 (써니, 수영과 공동진행)
- 2008년 5월 2일 Mnet 《M! Super Concert》 (써니, 수영과 공동 진행)

### 예능 프로그램 고정출연
- 2009.10.23 ~ 2010.06.11 KBS 2TV 《청춘불패》
- 2013.07.20 ~ 2013.10.05 Mnet 《댄싱9》 시즌1
- 2015.01.25 ~ 2015.02.08 BC 《애니멀즈》
- 2015.06.28 ~ 2015.08.02 O'live TV 《맵스》
- 2015.07.07 ~ 2015.09.22 KBS 2TV 《우리동네 예체능》 수영편
- 2016.07.01 ~ 2016.07.29 SBS 《정글의 법칙 in 뉴칼레도니아》
- 2018.11.07 ~ 2019.02.19 채널A 《지붕위의 막걸리》
- 2021.11.28~2022.02.13 MBC 《방과후 설렘》- 2학년 담임선생님
- 2022.09.08~ 디즈니+ 《더 존: 버터야 산다》
- 2023.04.30 ~ 2023.06.25 tvN 《장사천재 백사장》 - 이탈리아편 에서 고정출연
- 2023.06.14 ~ 2023.07.19 디즈니+ 《더 존: 버터야 산다 시즌2》
- 2023.10.29 ~ tvN 《장사천재 백사장2》 - 고정출연

### 예능 게스트
- 2025.05.03 유튜브 《핑계고》

## 광고 모델
- 2023년 동국제약 센시아
- 2021년 농심 신라면 건면
- 2016년~2018년 의류 브랜드 블라키
- 2016년~2018년 팬틴 (아시아 전역)
- 2017년 바비브라운 크러쉬드 립스틱
- 2016년 불가리 로즈골데아 향수
- 2016년 스포츠 브랜드 배럴
- 2015년~2016년 화장품 브랜드 리즈케이
- 2015년 어반디케이
- 2012년~2014년 아모레퍼시픽 마몽드
- 2010년 비오템
- 2006년 중국 오리온 초코파이
- 2006년 동서식품 미떼 핫초코
- 2006년 동일하이빌 레이크시티

## 홍보대사
- 2018년 제14회 제천국제음악영화제 홍보대사[14]
- 2014년 중앙대학교 홍보대사[15]
- 2009년 행정안전부 자전거홍보대사[16]
- 2023년 중앙대학교 의료원 메디컬이노베이션 홍보대사

## 스포츠 행사
- KBO 리그, 두산 베어스 vs KIA 타이거즈 경기 시구 (2009. 4. 5)
- 한국 프로 야구, 두산 베어스 vs KIA 타이거즈 경기 시구 (2007. 8. 15, 연예인 최초의 언더핸드 시구 )[17]